# Chiesa di Sant'Ilario (Pontremoli)
La chiesa di Sant'Ilario è un luogo di culto cattolico situato in via Piagnaro a Pontremoli, in provincia di Massa-Carrara.

## Storia e descrizione
Essa si presenta di dimensioni assai modeste ma ricca di stucchi e dipinti, è situata sulla strada che conduce al castello del Piagnaro. Il tempietto fu realizzato tra il 1880 e il 1887 in stile neoclassico; chiuso per diverso tempo, è stato restaurato negli ultimi anni.